# Bistum Arauca
Das Bistum Arauca (lat.: Dioecesis Araucensis, span.: Diócesis de Arauca) ist eine in Kolumbien gelegene römisch-katholische Diözese mit Sitz in Arauca.

## Geschichte
Papst Benedikt XV. gründete die Apostolische Präfektur Arauca am 26. Mai 1915 aus Gebietsabtretungen des Apostolischen Vikariats Casanare. Am 11. November 1970 wurde sie zum Apostolischen Vikariat erhoben.
Am 19. Juli 1984 wurde es zum Bistum erhoben, das dem Erzbistum Nueva Pamplona als Suffragandiözese unterstellt wurde. Im Jahr 1989 wurde Jesús Emilio Jaramillo Monsalve, der ersten Bischof der Diözese, von der ELN Guerilla getötet.

## Ordinarien

### Apostolische Präfekte von Arauca
- Emilio Larquère CM (Januar 1916 – 9. November 1923, dann Apostolischer Präfekt von Tierradentro)
- Giuseppe Potier CM (7. Mai 1924–1950)
- Graziano Martínez CM (27. Oktober 1950–1956)
- Luís Eduardo García Rodríguez MXY (31. Juli 1956 – 11. November 1970)

### Apostolischer Vikar von Arauca
- Jesús Emilio Jaramillo Monsalve MXY (11. November 1970 – 19. Juli 1984)

### Bischöfe von Arauca
- Jesús Emilio Jaramillo Monsalve MXY (19. Juli 1984 – 1. Oktober 1989)
- Rafael Arcadio Bernal Supelano CSsR (29. März 1990 – 10. Januar 2003, dann Bischof von Líbano-Honda)
- Carlos Germán Mesa Ruiz (20. März 2003 – 2. Februar 2010, dann Bischof von Socorro y San Gil)
- Jaime Muñoz Pedroza (22. Oktober 2010 – 11. Juli 2018, dann Bischof von Girardot)
- Jaime Cristóbal Abril González (seit 18. November 2019)